# Mešenský potok
Mešenský potok este o arie protejată (arie specială de conservare — SAC, sit de importanță comunitară — SCI) din Republica Cehă întinsă pe o suprafață de 1,04 ha, integral pe uscat.

## Localizare
Centrul sitului Mešenský potok este situat la coordonatele 49°38′54″N 13°39′38″E / 49.648333°N 13.660556°E.

## Înființare
Situl Mešenský potok a fost declarat sit de importanță comunitară în aprilie 2005 pentru a proteja 1 specie de animale. Situl a fost protejat și ca arie specială de conservare în iunie 2018.

## Biodiversitate
Situată în ecoregiunea continentală, aria protejată nu include niciun habitat protejat.
La baza desemnării sitului se află o specie protejată de  nevertebrate: Austropotamobius torrentium.